# 9K34 Стрела-3
9K34 Стрела-3 е съветски преносим зенитно-ракетен комплекс, разработен в Съветския съюз. Той е продължение на слабия откъм производителност 9K32 Стрела-2. Натовското наименование на комплекса е SA-14 Gremlin. Ракетата е изцяло базирана на старата Стрела-2, но е постигнат значителен напредък спрямо нея. 9K34 Стрела-3 влиза в употреба на съветската армия през 1974.
Голямата промяна се изразява в изцяло обновената глава за инфрачервено самонасочване. Новата глава работи на принципа на FM насочването, което е по-малко уязвимо на заглушаване и ЕПМ. За сравнение старата версия Стрела-2 работи на АМ принципа, които са лесно неутрализирани от ЕПМ и дори от най-примитивните инфрачервени заглушители.
Натовското наименование на военноморската версия е SA-N-8.

## Употреба
По време на операция „Пустинна Буря“ американски F-16 е свален от Стрела-3.